# 20587 Jargoldman
20587 Jargoldman este un asteroid din centura principală de asteroizi.

## Descriere
20587 Jargoldman este un asteroid din centura principală de asteroizi. A fost descoperit pe 9 septembrie 1999 la Socorro, New Mexico, în cadrul proiectului LINEAR. Asteroidul prezintă o orbită caracterizată de o semiaxă mare de 2,97 ua, o excentricitate de 0,11 și o înclinație de 1,1° în raport cu ecliptica.